# توماس س. شالمرز
توماس س. شالمرز (بالإنجليزية: Thomas C. Chalmers)‏ هو طبيب أمريكي، ولد في 8 ديسمبر 1917 في نيويورك في الولايات المتحدة، وتوفي في 27 ديسمبر 1995 في لبنان في الولايات المتحدة.